# La Gioconda (film 1912)
La Gioconda è un cortometraggio del 1912 diretto da Luigi Maggi.

## Trama
Lo scultore Lucio, sposato con Silvia e padre di Beata, viene travolto da un'insana passione per la sua modella Gioconda, ma lei lo respinge. Per questo lui tenta il suicidio, ma sua moglie lo salva e poi, conosciutone il motivo, lo perdona. Poi Gioconda ci ripensa e torna da Lucio, ma Silvia la vuole allontanare. Ne nasce una violenta colluttazione in cui Silvia perde l'uso di una mano, ma riesce a prevalere.

## Produzione
Il film è tratto dalla omonima tragedia scritta e pubblicata nel 1899 da Gabriele D'Annunzio, poi più volte rappresentata anche dalla Duse. L'opera costituì l'oggetto di un contratto stipulato nel maggio 1911 tra il poeta (a quel tempo residente in Francia) ed Arturo Ambrosio. Con tale accordo il poeta concedeva al produttore torinese. dietro un compenso di 4.000 lire per ciascuna opera, il diritto di trasferire sullo schermo 6 testi scelti nell'ambito di quelli da lui già pubblicati, tra i quali, oltre a questo, L'innocente e La figlia di Iorio. Questo consentì alla "Ambrosio" di lanciare negli anni 1911 e 1912 quella che definì la "serie dannunziana", con la quale diventò la prima azienda che riusciva a portare sullo schermo le opere dell'autore pescarese.
Nonostante l'accordo prevedesse il contributo di D'Annunzio anche alla sceneggiatura dei film, in realtà a tale compito provvide poi Arrigo Frusta. Ma la firma di D'Annunzio su questo e sugli altri cortometraggi tratti dalle sue opere costituì in ogni caso un fattore di prestigio per l'azienda torinese, in un biennio - 1911 e 1912 - in cui aveva dato vita ad una grande espansione della propria attività, producendo rispettivamente 165 e 189 titoli di varia tipologia. Il film fu realizzato nello stabilimento torinese della "Ambrosio", a quel tempo ubicato in via Catania, nel dicembre 1911.

## Accoglienza
Questa prima edizione de La Gioconda ricevette, in base alle fonti disponibili, giudizi tiepidi, temperati soltanto dall'importanza dell'autore e dell'opera teatrale originaria, che venne considerata superiore al film: «i meravigliosi lavori di D'Annunzio perdono ogni bellezza se spogliati delle tornite parole e del leggiadro verso del poeta: diviene scialba, pochissimo interessante ed è per questo che non possiamo apprezzare il tentativo di riduzione cinematografica della "Ambrosio"».
Nel 1916 la "Ambrosio" editò, per la regia di Rodolfi, una seconda versione cinematografica dell'opera, e questo diede origine ad una causa legale con D'Annunzio che riteneva il contratto del 1911 valido per una sola riduzione; la vertenza venne comunque risolta con un accordo. La Gioconda non è attualmente tra le opere ancora visibili o reperibili.